# St. Dionysius (Frelenberg)

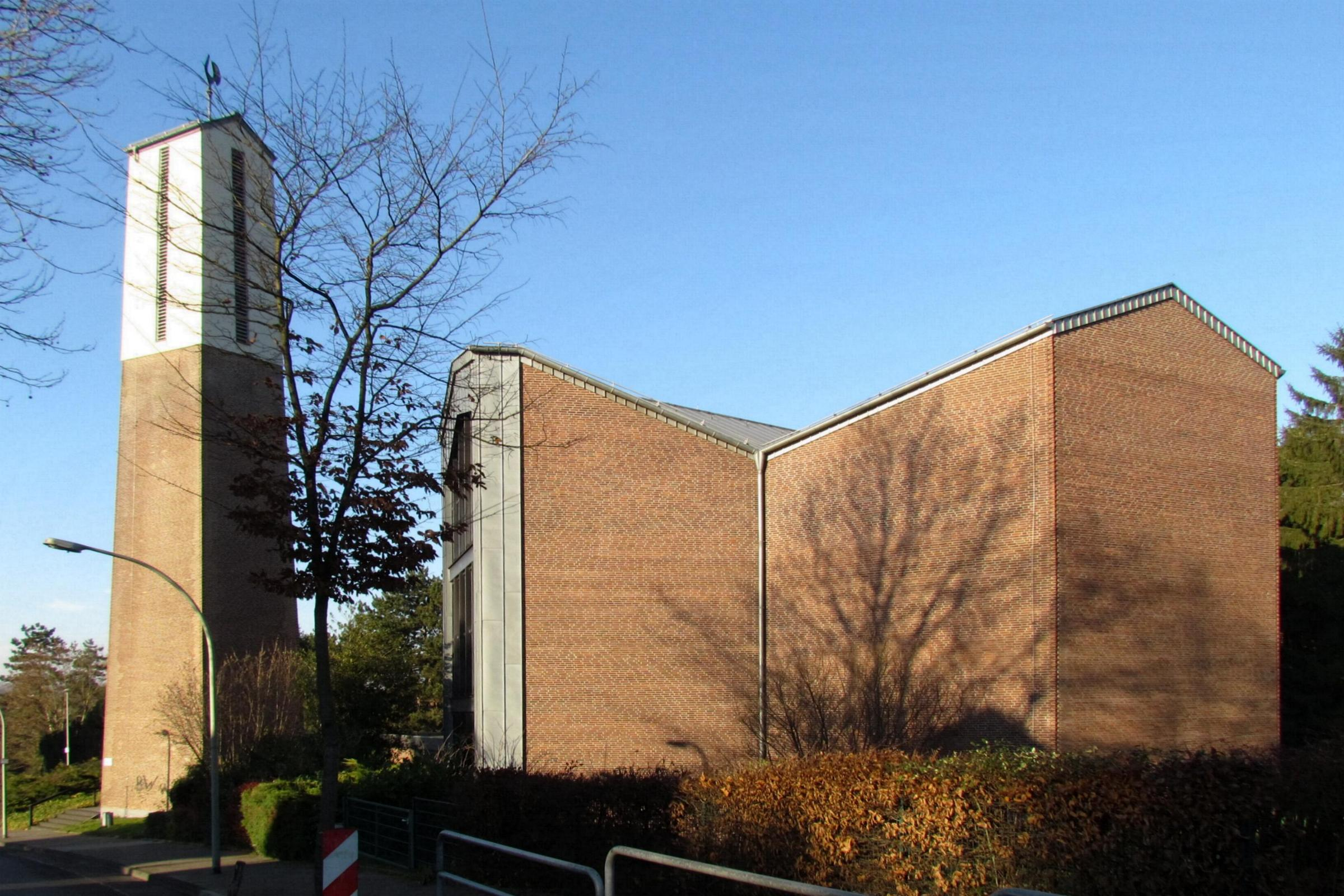
Die katholische Kirche St. Dionysius in Frelenberg

Die St.-Dionysius-Kirche ist eine römisch-katholische Filialkirche im Stadtteil Frelenberg in Übach-Palenberg, Nordrhein-Westfalen.
Das Gotteshaus ist dem Heiligen Dionysius von Paris und dem hl. Ägidius geweiht und gehört zur Großpfarre St. Petrus/Übach-Palenberg.

## Geschichte und Beschreibung
Da die alte Frelenberger Pfarrkirche St. Dionysius im Verlauf der 1950er Jahre aufgrund der stark wachsenden Bevölkerungszahl zu klein geworden war, beschloss man 1955 den Neubau einer Kirche an anderer Stelle, sodass das alte Kirchengebäude erhalten werden konnte. Von Mai 1958 bis August 1960 wurde die neue Kirche schließlich erbaut. Die Konsekration fand am 25. Juni 1960 durch den Aachener Bischof Johannes Pohlschneider statt. Aufgrund von Wasserschäden musste das Kirchengebäude bereits 1970 saniert werden. Es handelt sich um einen großen und modernen Sakralbau mit einem frei stehenden Glockenturm.
Zwischen 1960 und 2010 war die Kirche eine Pfarrkirche. Da jedoch die Frelenberger Pfarrei, die bereits um 1300 bestand, zum 1. Januar 2010 zusammen mit fünf weiteren Pfarren aufgelöst und zur neuen Großpfarre St. Petrus/Übach-Palenberg fusioniert wurde, ist die Kirche eine Filialkirche dieser Pfarre. Pfarrkirche wurde St. Dionysius in Übach.

## Glocken
| Nr. | Name      | Durchmesser (mm) | Masse (kg, ca.) | Schlagton (HT-1/16) | Gießer        | Gussjahr |
| --- | --------- | ---------------- | --------------- | ------------------- | ------------- | -------- |
| 1   | Dionysius | 1065 mm          | 700 kg          | fis'                | Jan van Trier | 1522     |
| 2   | Maria     | 977 mm           | 550 kg          | g'                  | Jan van Trier | 1522     |